# Chi si ferma è perduto
Pour plus de détails, voir Fiche technique et Distribution.
Chi si ferma è perduto est un film italien réalisé par Sergio Corbucci, sorti en 1960.

## Synopsis
À la mort de leur supérieur Santoro, les deux employés Colabona et Guardalavecchia essayent de prendre le place de chef du bureau de la société des transportes Pasquetti par tous les moyens possibles.

## Fiche technique
- Titre français : Chi si ferma è perduto
- Réalisation : Sergio Corbucci
- Scénario : Bruno Corbucci, Dino De Palma, Giovanni Grimaldi, Mario Guerra et Luciano Martino
- Photographie : Marco Scarpelli
- Musique : Gianni Ferrio
- Décors : Franco Lolli
- Production : Emo Bistolfi
- Pays d'origine :  Italie
- Format : Noir et blanc - Mono
- Genre : Comédie
- Durée : 103 minutes
- Date de sortie : 1960

## Distribution
- Totò : Antonio Guardalavecchia
- Peppino De Filippo : Giuseppe Colabona
- Aroldo Tieri : Matteo Rossi (II)
- Alberto Lionello : Mario Rossi
- Anna Campori : Italia, la femme de Guardalavecchia
- Lia Zoppelli : la sœur du commandant Pasquetti
- Jacqueline Pierreux : Teresa
- Luigi Pavese : Cesare Santoro
- Mario Castellani : commandant Pasquetti
- Enzo Petito : Napoleone
- Renzo Palmer : Cavicchioni, le chômeur
- Angela Portaluri : Iole Guardalavecchia
- Marisa Traversi : Adua, la prostituée
- Alberto Talegalli